# مسجد جمكران
مسجد جمكران، أحد المساجد المهمة عند الشيعة، ويعتقد الشيعة أن له صلة بالإمام المهدي، ويقع هذا المسجد في إيران.

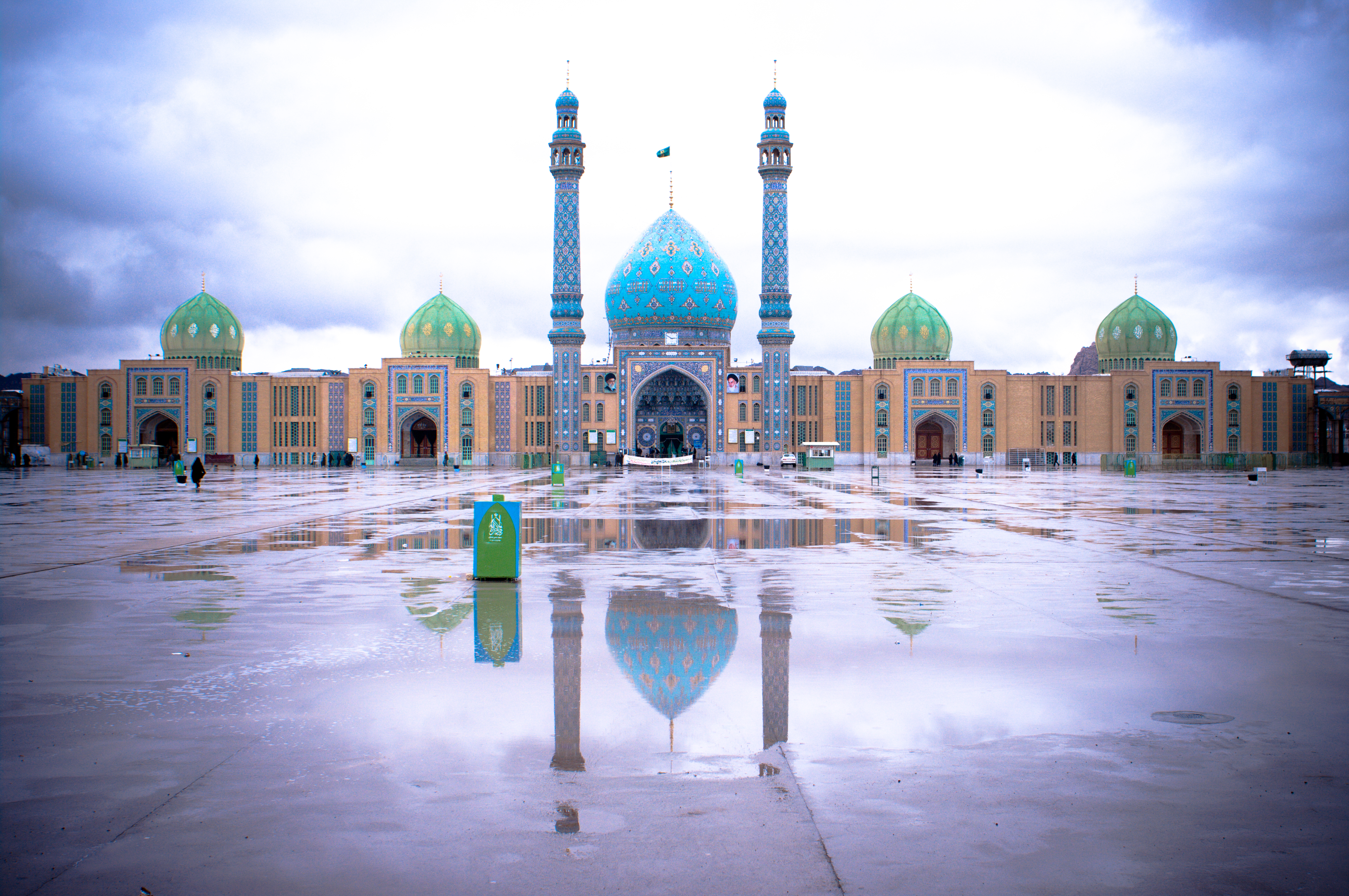
مسجد جمكران

صورة من القرن الماضي منسوبة لبناء المسجد الأول

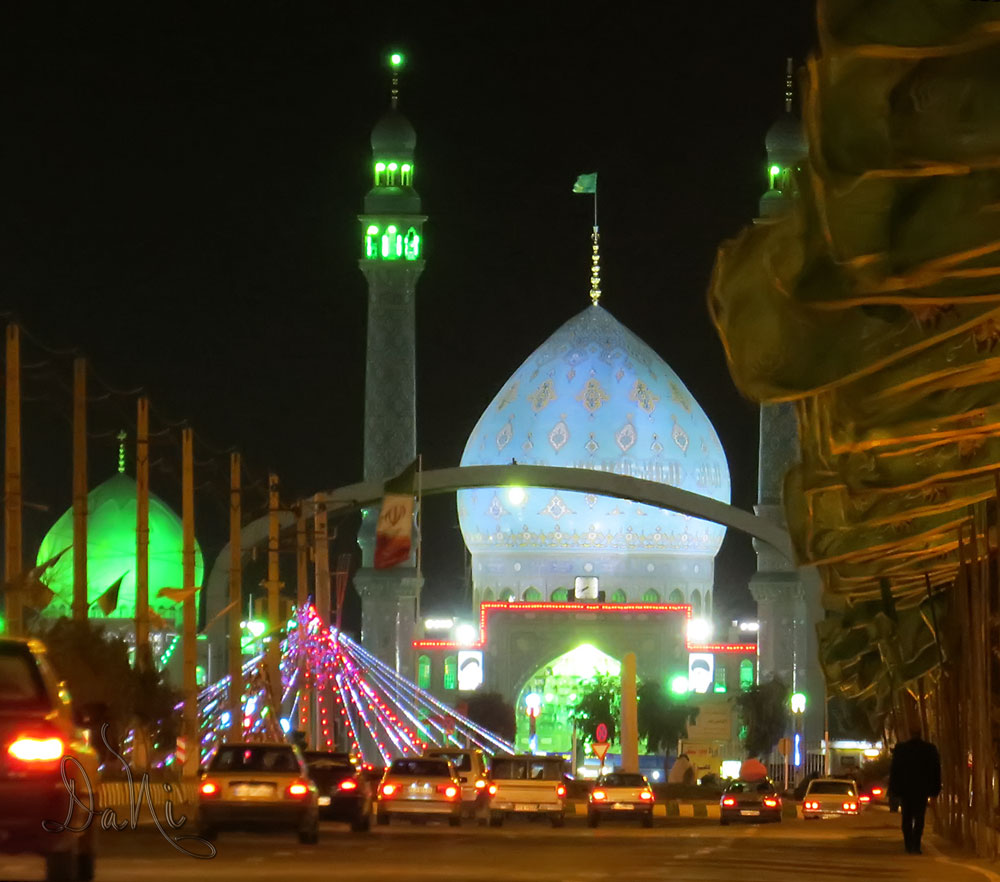
مسجد جمكران

## موقع المسجد
يبعد مسجد جمكران، خمسة كيلومترات عن مدينة قم المقدسة في إيران، ويقع في الجانب الجنوبي الشرقي للمدينة، مباشرة بعد قرية جمكران، بالقرب من جبل معروف بمقام الخضر عليه السلام.

## قصّة بناء مسجد جمكران
نقل الشيخ الحسن بن محمد بن الحسن القمي المعاصر للشيخ [(الصدوق)] في كتابه تاريخ قم:
ان سبب بناء المسجد المقدس في جمكران كان بأمر الإمام المهدي على ما أخبر به الشيخ العفيف الصالح الحسن بن مثلة الجمكراني حيث قال:
كنت ليلة الثلاثاء، السابع عشر من شهر رمضان المبارك، سنة ثلاثمائة وثلاث وتسعين للهجرة، نائماً في بيتي. فلما مضى نصف من الليل إذا بصوت على الباب أيقظني، فسمعت النداء: قم وأجب الإمام المهدي عليه السلام فإنه يدعوك.
فقمت متأهباً، وقلت: دعوني ألبس قميصي فإذا بالنداء من خلف الباب يخاطبني: ما بيدك ليس قميصك. فتركته وأخذت سروالا، فجاء النداء: وليس ذلك منك أيضاً، فخذ سراويلك فألقيته، وأخذت سروالي ولبسته. فقمت اطلب مفتاح الباب فنودي:الباب مفتوح.
فلما جئت إلى الباب، رأيت قوما سيماهم في وجوههم من اثر السجود تبدو عليهم علائم الهيبة والوقار، فسلمت عليهم، فردوا ورحبوا بي، وأخذوني إلى موضع المسجد، وكانت أرضاً مزروعة في الجانب الشرقي للقرية، وكنا نعتبرها من أراضي الحسن بن مسلم الذي كان يتردد كثيراً بين جمكران ومدينة قم.
وحينما وصلت رأيت صاحب العصر في هيئة ابن الثلاثين ونور وجهه قد عم المقام وكأنه القمر ليلة تمامه، جالساً على أريكة ومتكئاً على وسادة، وبين يديه شيخ جليل وبيده كتاب يقرؤه عليه. وحوله أكثر من ستين رجلاً يصلون في تلك البقعة، على بعضهم ثياب بيض وعلى بعضهم الآخر ثياب خضر، وكأني في روضة من رياض الجنة، ملأ هذا المنظر قلبي نوراً وينشر في أعماق وجودي عطراً كأنّه من عالم الملكوت. فتقربت مندهشاً وسلّمت عليهم.
وكان ذلك الشيخ هو الخضر عليه السلام فرد السلام متبسماً وأجلسني فخاطبني الإمام عليه السلام بإسمي وقال:
إعلم أيها الحسن بن مثلة، أن هذه الأرض التي نحن فيها، بقعة شريفة، قد اختارها اللّه دون غيرها من الأراضي وشرفها، وأردنا أن يُبنى فيها مسجد، فاذهب إلى السيد أبي الحسن وقل له أن يأتي ويُحضر الحسن بن مسلم الذي بيده الأرض.
فلما حضر، قل له: منذ سنين وأنت تعمر هذه الأرض الموقوفة، غاصباً لها. زرعت فيما مضى خمس سنين، ولازلت حتى هذا العام على حالك في الزراعة والعمارة. وقد عصيت ربك وظلمت حقّ ولي أمرك باضافتك هذه الأرض الشريفة إلى أراضيك، فجازاك اللّه بأخذ شابين من ولدك فلم تنتبه من غفلتك. فلا إمهال بعد الآن وعليك دفعها إلى الناس، ليبنوا فيها المسجد، كما عليك ردّ ما انتفعت به من غلاّت هذه الأرض، لصرفها في بنائه، وإن لم تفعل ذلك، اصابك من نقمة اللّه ما لا تحتسب.
قلت: سمعاً وطاعة سيدي ومولاي.
قال عليه السلام: جعلنا السيد أبا الحسن مشرفاً على بناء المسجد. فقل له أن يطالب الرجل بما أخذ من منافع تلك السنين ويدفعها إلى الذين يشاركون في بناء المسجد، ويتم ما نقص منه من (رهق) ملكنا بمنطقة (أردهال) حتى يكمل بناء المسجد. فقد وقفنا نصف الرهق لهذا المسجد. فلتجلب غلّته كلّ عام وتصرف في عمارته. وقل للناس أن لايتأخروا ولايتوانوا في زيارة هذا الموضع الشريف فليرغبوا إليه ويعزّوه.
قلت: يا سيدي، لابد لي في ذلك من علامة، فإن القوم لايستمعون لما لا علامة ولا حجة عليه، ولايصدّقون قولي.
قال عليه السلام: إنا سنضع للمسجد علامة ولك علامة، فاذهب وبلغ رسالتنا.
فقمت مودعاً، فما مشيت قليلاً إلاّ ودعاني إليه. وقال:
إن في قطيع جعفر الكاشاني الراعي معزاً، عليك أن تشتريه. وأت به إلى هذا الموضع واذبحه الليلة الآتية ووزع لحمه يوم الأربعاء الثامن عشر من شهر رمضان المبارك على المرضى ومن به علّة شديدة. فإن اللّه يشفيهم جميعاً. والمعز هذا أبلق، كثيف الشعر، وله سبع علامات: ثلاث على جانب وأربع على الآخر سود وبيض كالدراهم.
فمكث لحظات وهو ينظر إلى من حوله بحنانٍ وهم بين قائم وراكع وساجد. فأطرق رأسه مليّاً ثم نظر إليّ وقال:
اقم بهذا المكان سبعة أيام (في نسخة ((إحضر هذا المكان سبعين يوما)) فان أمر بالسبعة، ينطبق على ليلة القدر وهي الثالث والعشرون من شهر رمضان المبارك. وان أمر بالسبعين، ينطبق على الخامس والعشرين من ذي القعدة، وهو يوم مبارك) وصلّ فيه أربع ركعات. اثنتان تحيّةً للمسجد. تقرأ في كل ركعة سورة الفاتحة مرّة وسورة الاخلاص سبع مرات. وتسبح في الركوع والسجود سبع مرات. وركعتان صلاة الإمام صاحب الزمان عليه السلام تقرأ في الركعة الأولى سورة الفاتحة فإذا وصلت إلى (إياك نعبد وإياك نستعين) تكرر الآية مائة مرّة. ثم تكملها وتقرأ سورة الإخلاص مرةً وتسبّح في الركوع والسجود سبع مرات. وهكذا تصنع في الركعة الثانية.
فإذا أتممت الصلاة، تهلّل مرّة واحدة وتأتي بـتسبيحة الزهراء فإذا فرغت منها، تسجد وتصلّي على النبي(صلى اللَّه عليه وآله) مائة مرّة.
ثم قال:
عليك بهذه الصلوة وعلى كلّ من يحضر المسجد.
فمن صلّهما فكأنما صلّى في البيت العتيق.
فبعدما توضأت وصلّيت الصلوة، عدت إلى داري وقضيت الليل مفكّراً بذلك حتى أسفر الصبح، فصليت الفريضة، وخرجت إلى علي بن المنذر - وهو من أقربائي - وقصصت عليه الأمر.
فجاء معي إلى المكان الذي ذهبوا بي اليه البارحة، فلمّا رأيت سلاسل وأوتاداً منصوبة في كل جوانب الأرض، محدّدة لها، قلت: واللّه إنّ أحد العلامات التي قالها لي الإمام هو وجود هذه السلاسل والأوتاد هنا.
فذهبنا إلى السيد الشريف أبي الحسن الرضا _وهو من الفقهاء الأتقياء المقيمين ببلدة قم _ فلما وصلنا باب داره، استقبلنا خدّامه وسألوني. هل أنت من جمكران؟
قلت: نعم. قالوا: مرحباً بك إن السيد أبا الحسن ينتظرك منذ السَحَر!
فدخلت عليه وسلّمت، فأحسن في الجواب وأكرمني، ومكّن لي في مجلسه. وبادرني قبل أن أحدّثه، قائلاً: أيها الحسن بن مثلة، إنّي كنت نائماً، فرأيت شخصاً يقول لي: يأتيك بالغداة رجل من جمكران، يقال له الحسن بن مثلة، فلتصدّقن ما يقول ولتثق بكلامه، فإنّ قوله قولنا، فلا تردنّ عليه قولا فأفقت وبقيت انتظرك حتّى الساعة. فقصصت عليه ما جرى مفصّلاً. فأمر بالخيول لتسرج. فخرجنا وركبنا مع بعض اصحابه ومرافقيه فلمّا اقتربنا من القرية، رأينا جعفر الراعي وهو يرعى القطيع إلى جانب الطريق. فدخلت في القطيع، وكان ذلك المعز بنفس الصفات التي ذكرها الامام عليهالسلام في مؤخرة القطيع. فأقبل عادياً نحوي فأمسكته وأردت أن أعطي الراعي ثمنه، فأنكر وأقسم قائلاً: أنّ هذا المعز لم يكن في قطيعي من قبل، ولم أشاهده إلاّ اليوم، وكلّما حاولت إمساكه تعذّر عليّ. وها هو قد جاء إليكم فهو لكم.
فأتينا به إلى موضع المسجد. وذبحناه ليلاً ووزّعنا لحمه يوم الأربعاء كما أمر الامام عليهالسلام على المرضى، فشفي الجميع والحمد للّه.
وجاء السيد أبوالحسن الرضا القمي برفقة أهالي جمكران وأحضروا الحسن بن مسلم، واستردوا منه منافع الأرض، وجاؤوا بغلاّت الرهق، وبدؤا ببناء المسجد، فما مضت أيّام إلاّ وسقّفوا المسجد بالجذوع، وبدأ يترددون اليه ويصلّون فيه ويتبرّكون به.
وأخذ السيد أبو الحسن السلاسل (هذه السلاسل والاوتاد بقيت فترة من الزمن في بيت السيد وبعد موته رحمة اللَّه غابت عن الانظار فكلّما فتشوا لم يجدوها) والأوتاد إلى قم وأودعها في بيته. وكان المرضى يزورون البيت طلباً للشفاء من اللّه بالتبرك بها.
فاشتهر الأمر، وتواترت أخبار الذين نالوا حوائجهم واستشفوا فشفاهم اللّه ببركة الإمام الحجّة عجّل الله فرجه الشريف.

اعمار المسجد بعد انتصار الثورة الإسلامية

## ازدياد الاهتمام في المسجد
بعد الثورة الإسلامية في إيران، ازداد اهتمام الناس بإعمار هذا المسجد المقدس، وتوسعته. كما ازداد إقبال الشيعة عليه، حيث يجتمع فيه عدد كبير من الزوّار من داخل إيران وخارجها.
يكون الحضور في المسجد مكثفا خلال ليلتي الأربعاء والجمعة من كلّ اسبوع وبالمناسبات الإسلامية، حيث يغص المسجد بما فيه من القاعات والباحات، بوفود من الشخصيات والزوار حيث يأتي بعضهم من مسافات بعيدة تزيد على الف كيلومتر، شوقاً لزيارة المسجد، وإقامة الصلوة، والمكوث والاعتكاف فيه طلباً لقضاء الحوائج وشفاء المرضى.

## يتكون المسجد من
- المصلى الرئيسي، وهو يحتوي على مصلى الرجال ومصلى النساء
- باحة المسجد (الصحن)
- مكتبتين لبيع الكتب
- قاعة المعرض
- قاعتين للمحاضرات والندوات الأسبوعية
- مركز تحقيق يهتم في القرآن، الحديث، سيرة النبي والائمة
- مركز خاص لتدوين الكرامات الي تحدث في هذا المسجد المقدس

## معرض صور

صور مختلفة للمسجد
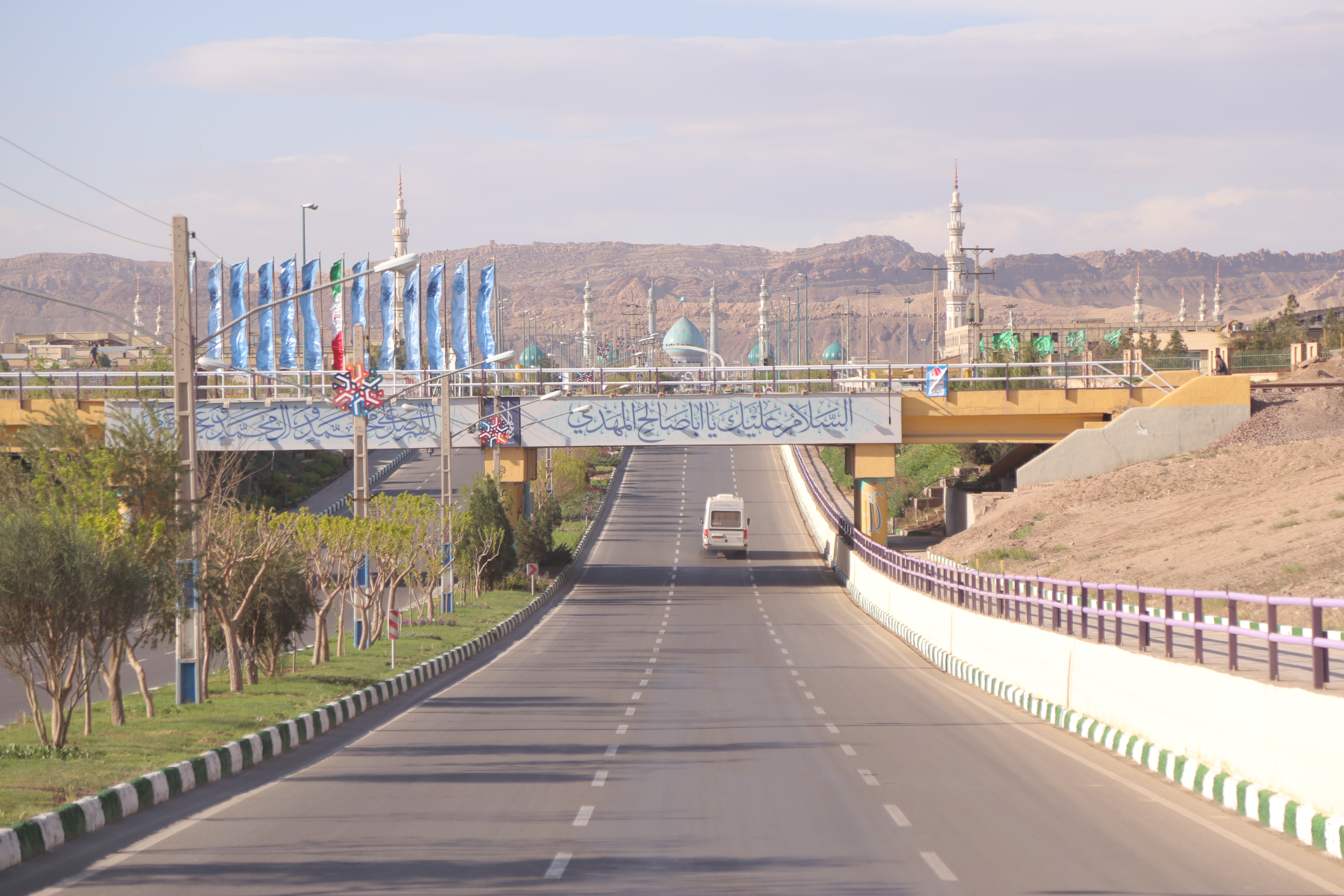
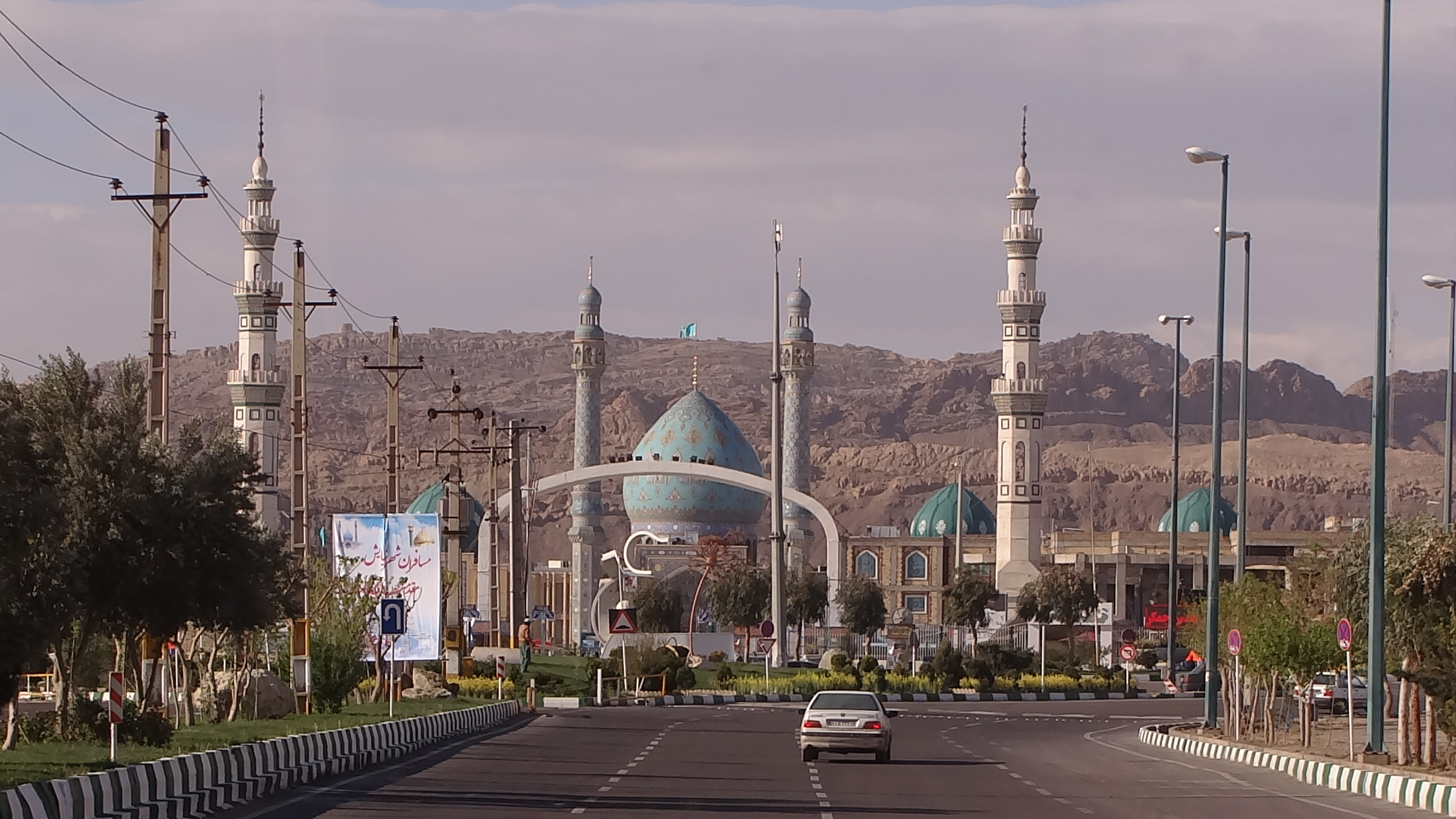
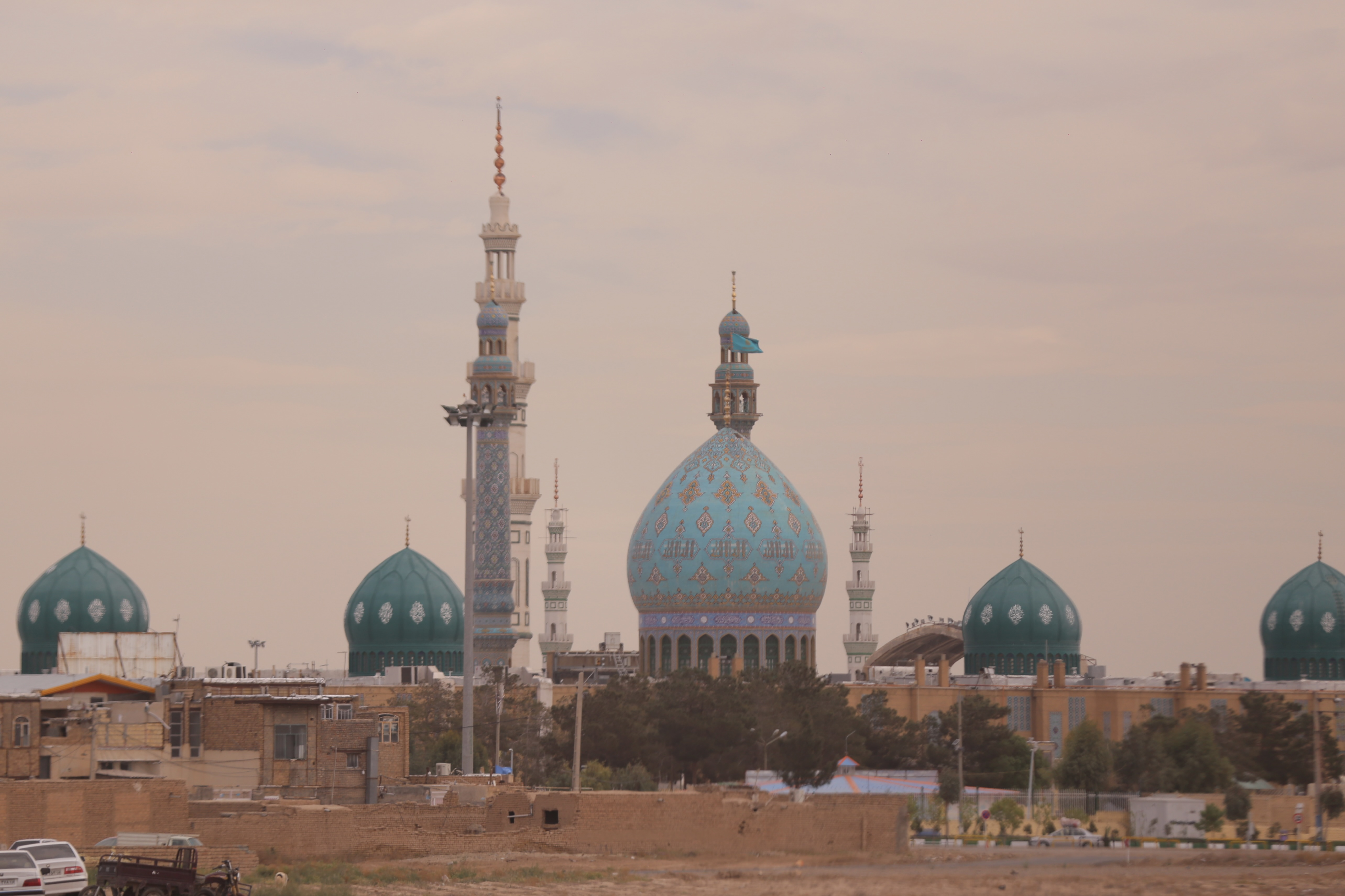
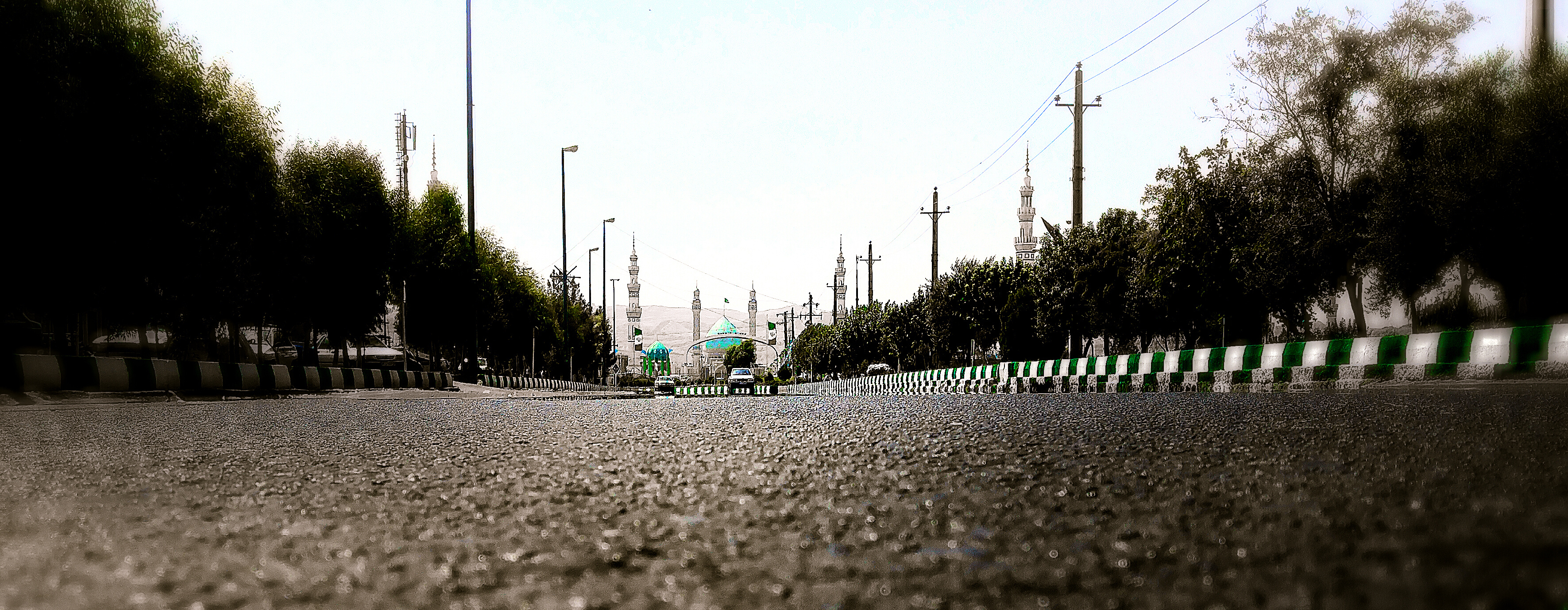
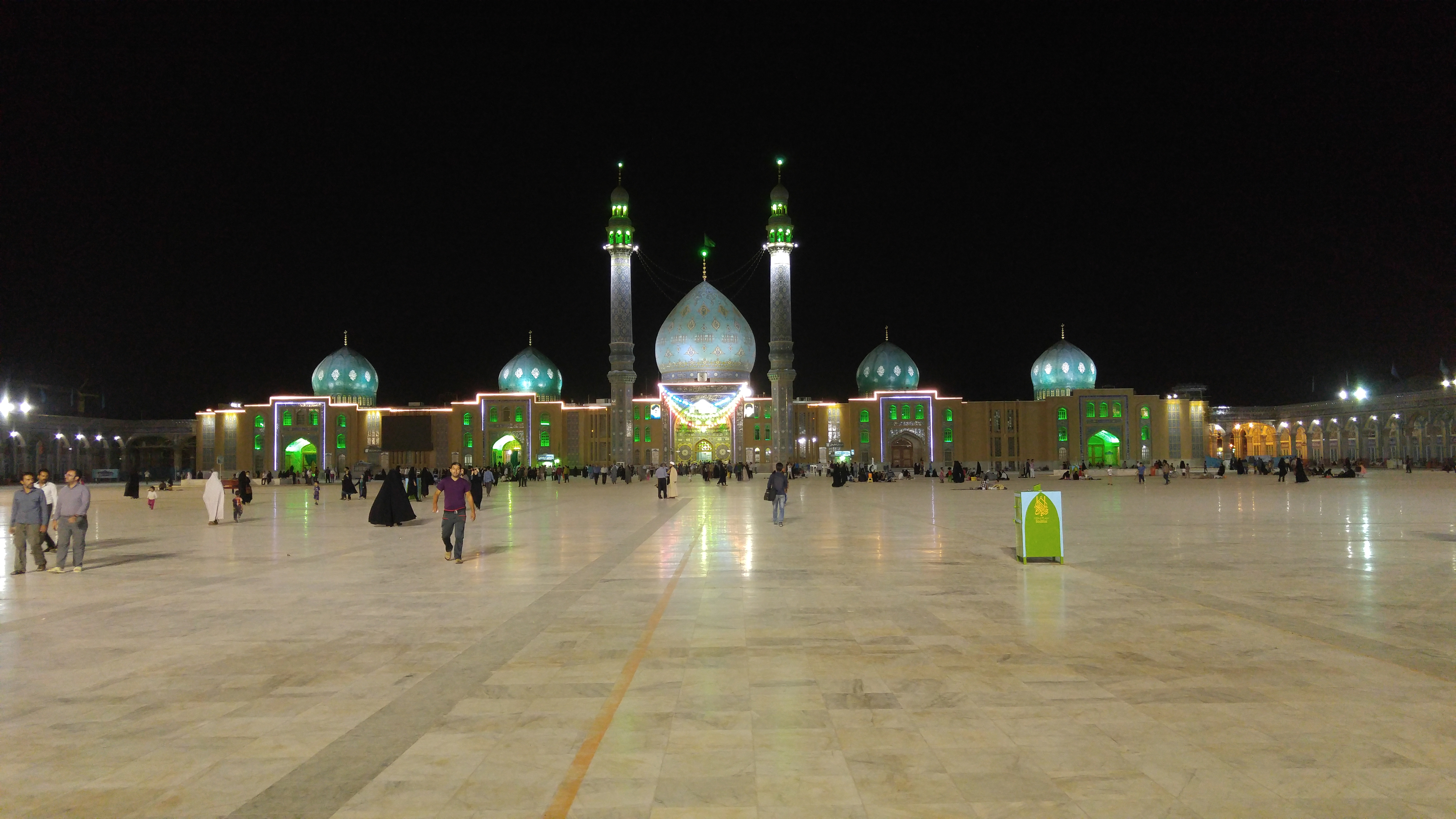
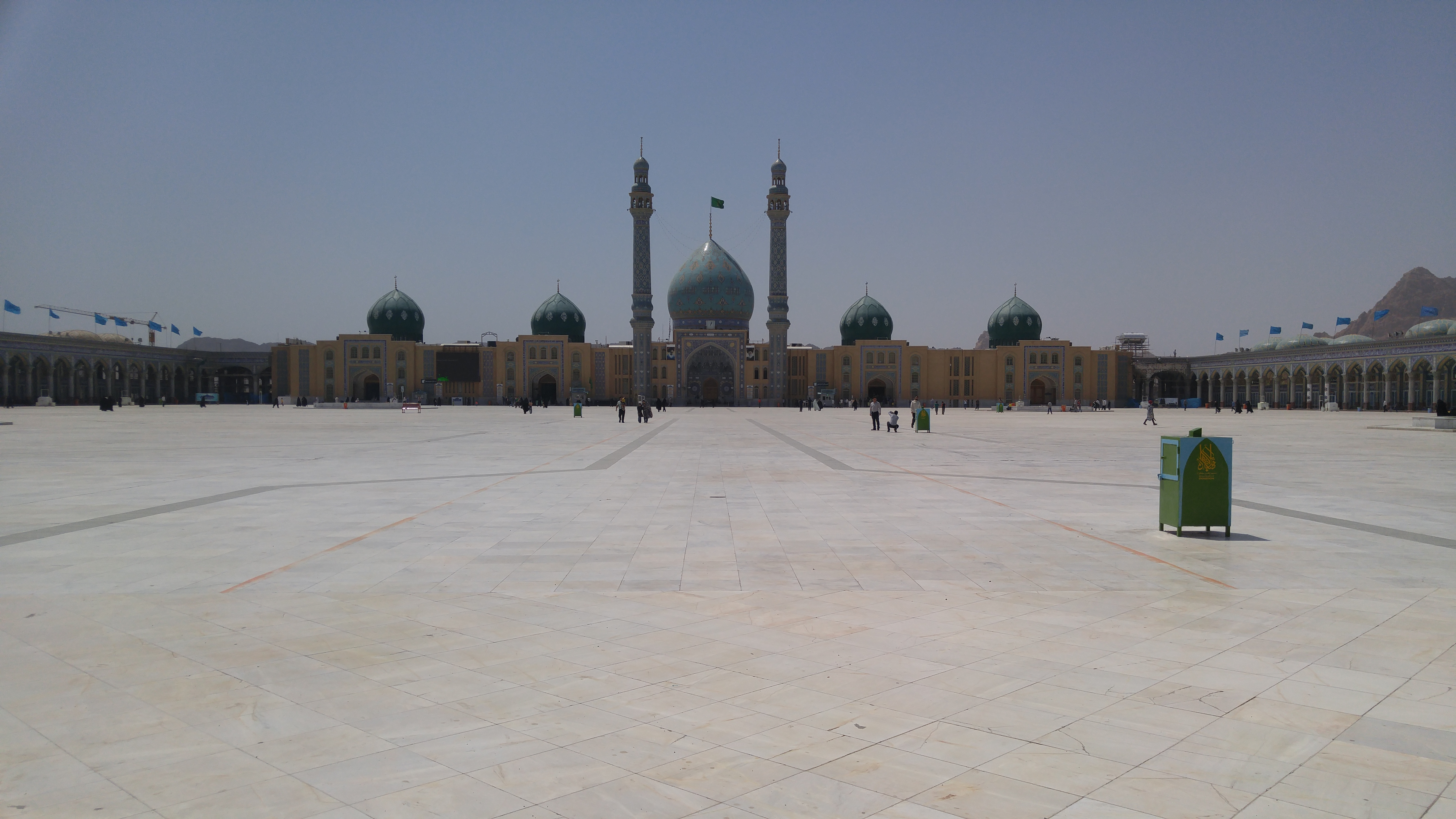
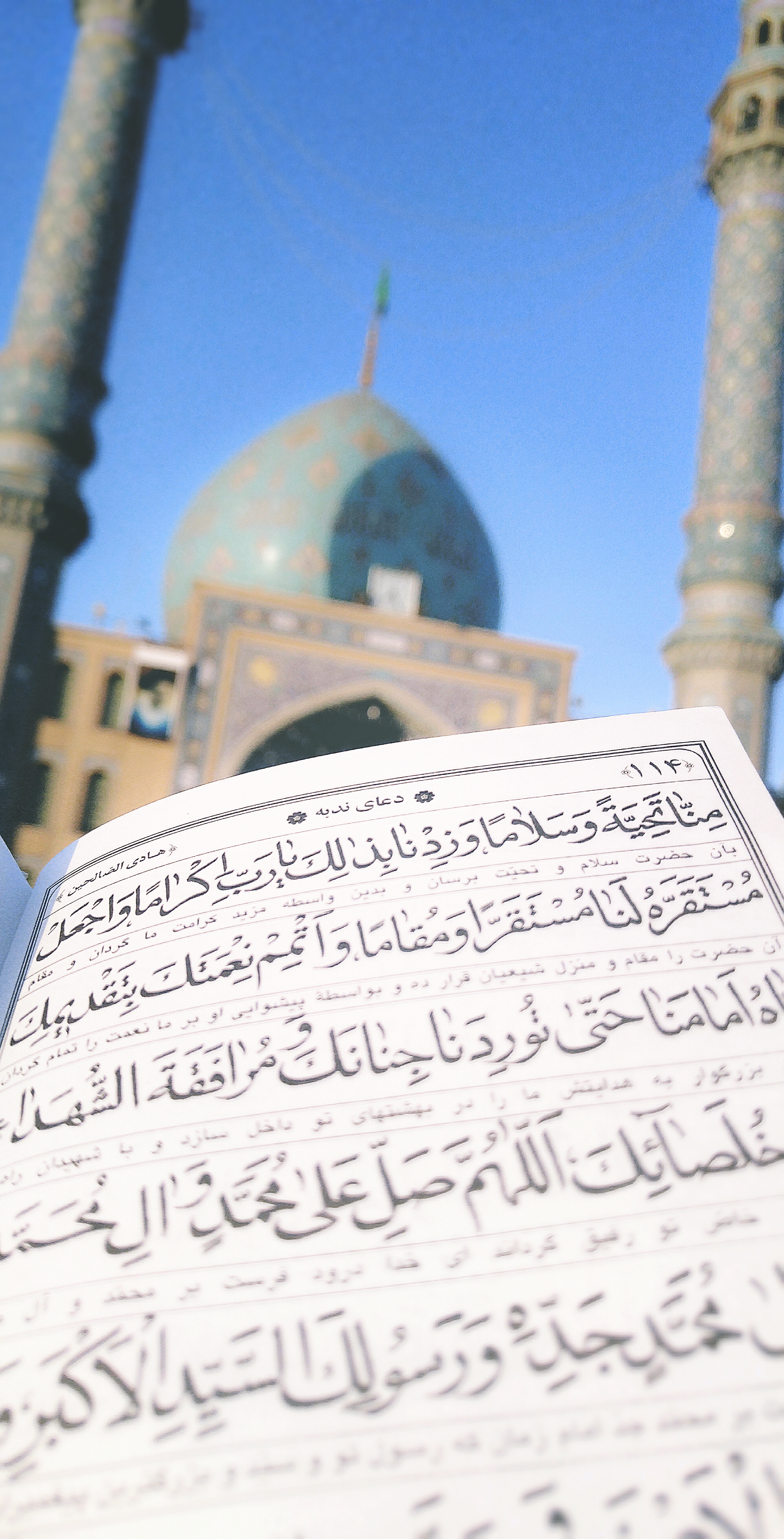

## وصلات خارجية
http://www.irib.com/worldservice/arabicradio/pages/Gallery/Index.asp